# Sergi Arola
Sergi Arola (Barcelona, 1968) és un cuiner català. No va acabar els estudis d'hostaleria però va començar a cuinar a casa, per al seu avi, quan era adolescent. Junt amb altres col·legues va crear l'equip de treball Joves amants de la cuina. Ha treballat amb Ferran Adrià a El Bulli i amb el francès Pierre Gagnaire. Ha estat el xef del restaurant madrileny La Broche de l'hotel Miguel Ángel des de 1997.
Actualment és xef de La Broche, del restaurant de l'Hotel Arts de Barcelona i des de 2008 té un restaurant propi a Madrid que es diu Gastro i que conté un espai de cocteleria. El restaurant Gastro el porta juntament amb la seva segona dona, Sara Fort.

## Cuiner mediàtic

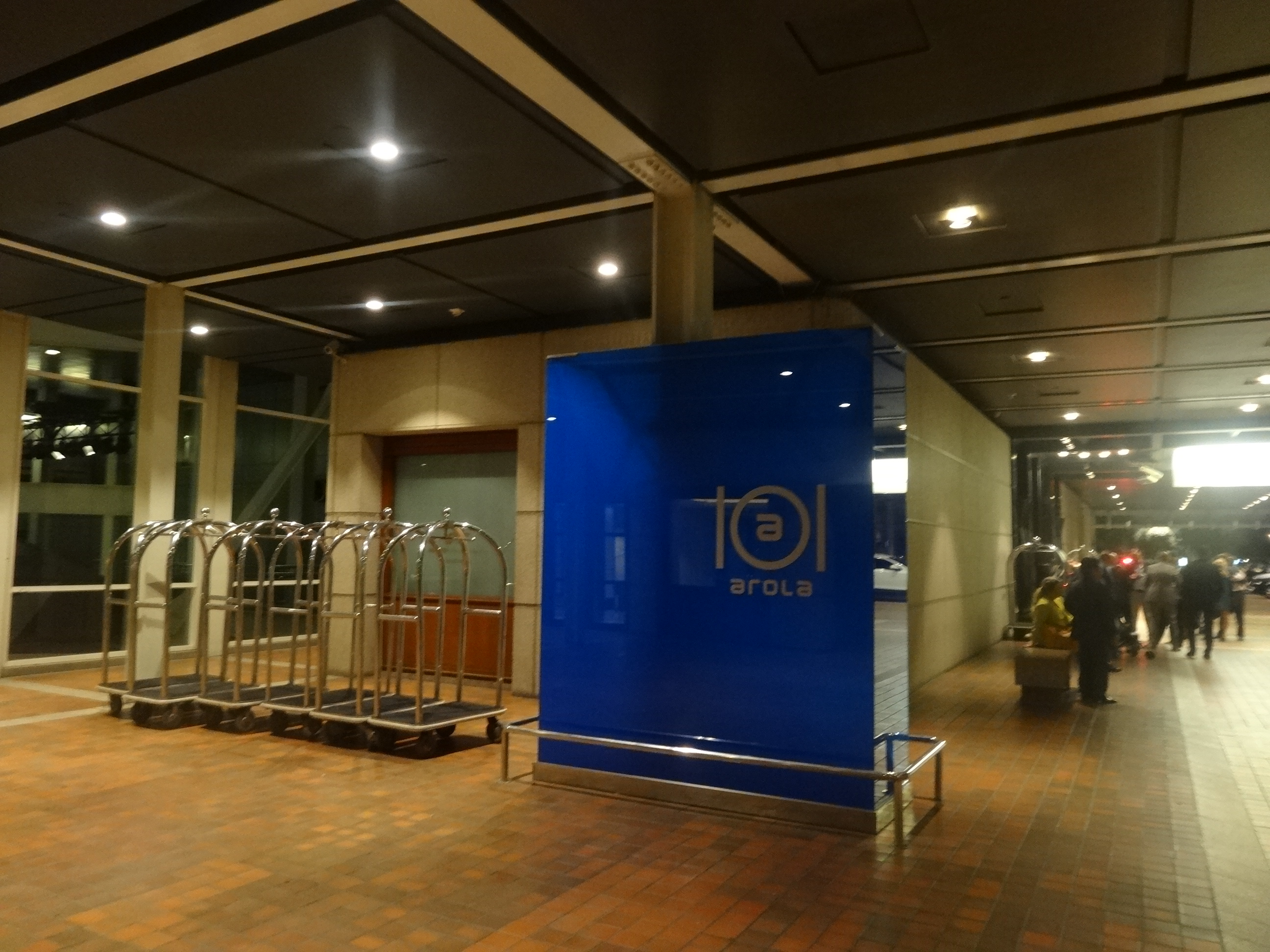
Arola Restaurant a l'Hotel Arts, Barcelona.

Arola és un cuiner molt conegut a Espanya tant per la seva feina com a cuiner com per les seves aparicions a la televisió. En concret va protagonitzar en una cadena estatal un concurs de telerealitat que es deia Esta cocina es un infierno, al qual dos equips integrats per personatges populars -com Bárbara Rey o Bienvenida Pérez- competien per a cuinar millor. Una faceta seva menys coneguda és la de músic.

### Problemes amb Hisenda
A finals de juny de 2013, uns funcionaris del ministeri d'Hisenda es van presentar a l'hora del dinar del migdia i, davant els clients, van precintar el celler del restaurant Gastro a Madrid, que portava cinc anys obert, després haver estat guardonat amb dues estrelles Michelin. La causa del tancament del celler va ser l'impagament de certs deutes contrets, que pujaven a 148.000 euros, amb organismes públics. El cuiner es va mostrar molest per aquesta decisió, que considera arbitrària, perquè així li paguen els anys que ha estat representant i donant prestigi a Espanya.